# Tirà diademat de Jelski
El tirà diademat de Jelski (Silvicultrix jelskii) és un ocell de la família dels tirànids (Tyrannidae).

## Hàbitat i distribució
Habita vessants brollades dels Andes del sud-oest de l'Equador i oest del Perú.